# Bloodstains Across Denmark
Bloodstains Across Denmark er en punk-compilation (opsamlingsplade) med numre af Sods, Brats, Bollocks, City-X, Gate Crashers, Prügelknaben, Johnny Concrete, Elektrochok, Bubs, Lost Kids og Electric Deads fra 1997.
En stor del af de 25 numre stammer fra "Concert of the Moment" og "Pære Punk" pladerne.
Albummet, der er udkommet i forskellige versioner, er en del af "Bloodstains" serien, der dokumenterer punkbands fra mange lande; Bloodstains Across Sweden, Bloodstains Across Australia, Bloodstains Across Spain etc. Den første i rækken var "Bloodstains Across Texas" fra 1992. Der er udkommet omkring 25 albums i serien.
Bloodstains Across Denmark  er udkommet på både 12" vinyl og CD.